# 14M busz (Sopron)
A soproni 14M jelzésű autóbusz Jereván lakótelep és Balf, központ végállomások között közlekedett.

## A balfi járatok

### Korábban
2011. július 31-ig Balfot a 14-es, a 14M, a 14MP és a 14P jelzésű buszok szolgálták ki, amelyek helyi járatként közlekedtek. A 14-es és a 14P járatok a Sopron Plazától indultak, az előbbi Balf, központig, utóbbi pedig a balfi palackozóüzemig közlekedett. A 14M és 14MP jelzésű járatok a Jereván lakótelepről indultak, és itt is a P jelzésű busz közlekedett a palackozóüzemig.
 2011. július 20-án új megállóhely létesült a vonalon Töpler Kálmán utca elnevezéssel.
 2015. december 12-ig a 14-es buszok az autóbusz-állomás felé a Várkerületen át közlekedtek, azonban az új várkerületi menetrend kialakítása miatt a járatok útvonalát az Ógabona tér felé módosították. 

### Jelenleg
2011. augusztus 1-jétől Balfot a 7209 Sopron – Balf – Kópháza viszonylatú helyközi autóbuszjáratok szolgálják ki, amelyek Sopron közigazgatási területén 14 és 14B jelzéssel közlekednek. A 14B jelzésű busz a balfi palackozóüzemet is érinti. A változtatással a 14M, 14MP és 14P vonalak megszűntek.
 Valamennyi 14-es és 14B járat új útvonalon, a Fürdő soron át a gyógyfürdő és a balfi szanatórium érintésével közlekedik, ezért a balfi elágazás helyett a Szerb Antal utcánál (Kisbalf településrészt jobban feltárva) állnak meg. A járatok a soproni autóbusz-állomásról indulnak (a 13-as kocsiállásról), illetve oda érkeznek, ezért a Jereván lakótelepet és a Sopron Plazát a továbbiakban nem érintik.

## Időszakos közlekedés 2019-ben
Sopron Megyei Jogú Város Önkormányzata 2019-ben a Városi Majálist az Anger-réti sporttelepen rendezte meg, ezért 2019. május 1-jén ismét közlekedett buszjárat 14M jelzéssel a Jereván lakótelep és az Anger-rét, sporttelep megállóhelyek között.

## Útvonal
| Jereván lakótelep → Balf, központ |
| --- |
| Jereván lakótelep végállomás – Juharfa út – Teleki Pál út – Lackner Kristóf utca – Ógabona tér – Széchenyi tér – Móricz Zsigmond utca – Magyar utca – Fapiac utca – Híd utca – Balfi út – Alsódomb sor – Óhegy utca – Bozi utca – Balf, központ végállomás |

| Balf, központ → Jereván lakótelep |
| --- |
| Balf, központ végállomás – Bozi utca – Óhegy utca – Alsódomb sor – Balfi út – Híd utca – Fapiac utca – Magyar utca – Ötvös utca – Várkerület – Lackner Kristóf utca – Teleki Pál út – Juharfa út – Jereván lakótelep végállomás |

## Megállóhelyek
| Távolság (km) | Idő (perc) | Megállóhely neve / korábbi neve(i)                 | Idő (perc) | Távolság (km) | Átszállási lehetőségek a 2011.07.31.-ig érvényes menetrend szerint | Nevezetességek / Helyek / Intézmények / Megjegyzések                                                       |
| ------------- | ---------- | -------------------------------------------------- | ---------- | ------------- | --- | --- |
| 0             | 0          | Jereván lakótelep                                  | 22         | 11,1          | 1, 2, 5, 5A, 5M, 5T, 6, 7, 7A, 7B, 9, 10, 10A, 10B, 10Y, 11, 12, 13, 13B, 14MP, 17, 20, 20K, 20M | Helyi buszvégállomás                                                                                       |
| 0,3           | 1          | Juharfa út 16.                                     | 21         | 10,9          | 1, 2, 5M, 6, 7, 7A, 7B, 9, 11M, 12, 13, 13B, 14MP, 17 | |
| 0,7           | 2          | Teleki Pál út 2.                                   | 20         | 10,3          | 1, 2, 5, 5A, 5M, 5T, 6, 7, 7A, 7B, 9, 10, 10A, 10B, 10Y, 11M, 12, 13, 13B, 14MP, 17, 20, 20K, 20M | McDonald’s étterem Sopron Pláza Káposztás utcai Stadion Ibolya-tó                                          |
| 1,5           | 4          | Lackner Kristóf utca, autóbusz-állomás             | 19         | 9,7           | 1, 2, 3, 3A, 3M, 4, 5, 5A, 5M, 5T, 6, 7, 7A, 7B, 8, 9, 10, 10A, 10B, 10IB, 10M, 10Y, 11M, 12, 12A, 13, 13B, 13HK, 13M, 14, 14MP, 14P, 16, 17, 20, 20K, 20M, 21, 23, 23B Helyközi és távolsági autóbuszjáratok | Soproni autóbusz-állomás Soproni Rendőrkapitányság Káposztás utcai Stadion INTERSPAR áruház Vásárcsarnok   |
| 1,8           | 5          | Ógabona tér, Újteleki utca Ógabona tér 14.         | –          | –             | 1, 2, 4, 5, 5A, 5T, 6, 9, 10, 10A, 10B, 10IB, 10M, 10MB, 10Y, 11M, 12, 12A, 13, 13B, 14, 14MP, 14P, 17, 20, 20K, 20M, 23, 23B                                                                                 | Tűztorony Városháza Mária-szobor Szentháromság-szobor Posta Szent György-templom Scarbantia Régészeti Park |
| –             | –          | Várkerület, Festő köz                              | 18         | 9,2           | 1, 2, 4, 5, 5A, 5T, 6, 9, 10, 10A, 10B, 10IB, 10M, 10MB, 10Y, 11M, 12, 12A, 13, 13B, 14, 14MP, 14P, 17, 20, 20K, 20M, 23, 23B                                                                                 | Tűztorony Városháza Mária-szobor Szentháromság-szobor Posta Szent György-templom Scarbantia Régészeti Park |
| –             | –          | Várkerület, Árpád utca Várkerület 59. (Árpád utca) | 16         | 8,8           | 1, 2, 4, 5, 5A, 5T, 6, 9, 10, 10A, 10B, 10IB, 10M, 10MB, 10Y, 11M, 12, 12A, 13, 13B, 13HK, 14, 14MP, 14P, 20, 20K, 20M, 23, 23B                                                                               | Tűztorony Városháza Mária-szobor Szentháromság-szobor Posta Szent György-templom Scarbantia Régészeti Park |
| 2,6           | 8          | Móricz Zsigmond utca                               | –          | –             | 6, 7, 7B, 13, 13B, 14, 14MP, 14P, 15, 15A | |
| 3,1           | 10         | Fapiac Fapiac 11.                                  | 14         | 8,0           | 4, 5M, 6, 7, 7A, 7B, 11M, 13, 13B, 13HK, 14, 14MP, 14P, 15, 15A | Szent István park Soproni Szent István Plébánia                                                            |
| 3,5           | 11         | Híd utca, Balfi út Híd utca 17.                    | 13         | 7,5           | 5M, 6, 7, 7A, 7B, 13, 13B, 14, 14MP, 14P, 15, 15A | Soproni Szent Kereszt kápolna                                                                              |
| 3,9           | 12         | Balfi út, evangélikus temető                       | 11         | 7,0           | 14, 14MP, 14P | Evangélikus temető                                                                                         |
| 4,3           | 13         | Anger-rét, sporttelep                              | 10         | 6,7           | 14, 14MP, 14P | Anger réti sporttelep                                                                                      |
| 4,8           | 14         | Töpler Kálmán utca                                 | 9          | 6,0           | 14, 14MP, 14P | |
| 5,4           | 16         | Pihenőkereszt                                      | 7          | 5,0           | 14, 14MP, 14P | |
| 6,4           | 18         | Balfi erdősarok                                    | 5          | 4,2           | 14, 14MP, 14P | |
| 9,8           | 21         | Balfi elágazás Kisbalf, autóbusz-váróterem         | 2          | 0,8           | 14, 14MP, 14P | |
| 10,6          | 23         | Balf, központ Balf, autóbusz-váróterem             | 0          | 0             | 14, 14MP, 14P | Gyógyfürdőkórház Balf Balf fürdő                                                                           |